# Jules Sion
Pour les articles homonymes, voir Sion.
Jules Sion est un géographe français né le 6 septembre 1879 à Masny (Nord) et mort le 8 juillet 1940 à Montpellier.

## Biographie
Originaire d'Arras, il entre à l'École normale supérieure en 1899  et obtient l'agrégation d'histoire-géographie en 1902. En 1907, il soutient sa thèse, consacrée aux paysans de la Normandie orientale. Il enseigne aux lycées de Laval et d'Angoulême puis est nommé maître de conférence à la faculté des lettres de Clermont-Ferrand. Il est nommé en 1910 à l'université de Montpellier ; il y reste pendant toute la suite de sa carrière, jusqu'à son décès en 1940. Il est inhumé au cimetière protestant de Montpellier.

## Portée de l'œuvre
Jules Sion est un disciple de Paul Vidal de la Blache avec notamment Albert Demangeon, Raoul Blanchard et Camille Vallaux. C'est le fondateur de l'école de géographie de Montpellier. Il excelle notamment à montrer à la fois l'unité et la diversité des territoires français où les campagnes occupaient alors l'essentiel de l'espace. Condisciple et ami de Lucien Febvre, J. Sion "offre l'exemple d'un géographe soucieux de situer la géographie parmi les sciences voisines"  et qui considère que la notion de déterminisme naturel n'est pas pertinente. Il n'hésite pas à s'attarder sur le contexte historique pour mieux éclairer le présent (plus du tiers de sa thèse étudier l'histoire). Comme Lucien Febvre, il considère que le géographe est possibiliste . Ont été soulignés son « sens historique » et sa « finesse d'analyse ».

## Asie des Moussons
Jules Sion a écrit le tome 9 de la Géographie Universelle publiée sous la direction de Paul Vidal de la Blache et Lucien Gallois : L'Asie des Moussons (2 volumes) qui traite de l'Inde, la Chine, l'Indochine, l'Insulinde et le Japon). La publication a été retardée par la guerre car ses notes préparées pour ce projet furent brûlées lors des bombardements d'Arras (1914-1915). Les deux volumes de ce travail ont paru finalement en 1929. Ils contribuèrent au succès de cette grande publication. C'était un tour de force car "sans avoir pu les visiter, par la force de la réflexion et de l'intuition géographique, J. Sion a su tirer de lectures immenses les éléments d'un tableau dont des connaisseurs ont pu dire qu'il évoquait la nature et les hommes avec une précision et une intelligence que bien peu de visiteurs auraient été capables de monter".

## Une thèse vidalienne sur la Normandie
Dans cette thèse l'auteur est très proche des historiens par ses méthodes de travail et très soucieux aussi des faits de culture.

## Méditerranée
En poste à Montpellier, Jules Sion s'est intéressé aux pays méditerranéens et plus particulièrement à la géographie du sud de la France. Son ouvrage a donné lieu à l'appréciation suivante: sous les images et les couleurs qu'il évoque en artiste... (il) nous donne le substratum solide qui fait l'originalité du pays.
Dans cet ouvrage, J. Sion se situe dans le courant vidalien (descriptions physiques et humaines très précises d'une région, etc.). Il innove cependant en accordant une place particulièrement importante à l'histoire, esquissant même une approche géopolitique de la France méditerranéenne dans son contexte (colonies).

## Principales publications
(mai 2024).

### Livres
- (1907), Dictionnaire de Géographie sous la direction de Albert Demangeon (1872-1940) avec la collaboration de Jules Sion et trois autres géographes
- (1908), Les paysans de la Normandie orientale. Etude géographique sur les populations rurales du Caux et du Bray, du Vexin normand et de la vallée de la Seine, Thèse, Paris, Armand Colin, 1908, 544 p. (réédition, Gérard Montfort, Saint-Pierre de Salerne, Eure, 1978).
- (1909), Le Var supérieur, étude de géographie physique (Thèse secondaire de géographie physique), 98 p., Armand Colin.
- (1928 et 1929), Asie des moussons, Paris, Hachette, Géographie universelle Tome 9 publiée sous la direction de Paul Vidal de La Blache et Lucien Gallois, tome 9, 2 volumes, 548 p.
- (1934), La France méditerranéenne, A. Colin, Paris, 220 pages
- avec Max. Sorre et Yves Chataigneau(1934), Méditerranée. Péninsules méditerranéennes. 2e partie: Italie, Pays balkaniques, Paris, Hachette, Géographie universelle tome VII (publiée sous la direction de Paul Vidal de la Blache et Lucien Galois), 2 volumes, 1934, 600 p.

### Articles
- (1904), 'La seconde édition de la Politische Geographie[15]', Annales de Géographie, Volume 13, Numéro 68, pp 171-173.
- (1906), 'La seconde excursion géographique universitaire (de la méditerranée aux Cévennes et aux Causses) juin 1906', Annales de géographie, volume 15 numéro 82, pp 376-379.
- (1907), 'le Tibet méridional et l'expédition anglaise à Lhassa'[16], Annales de Géographie, Volume 16, Numéro 85, pp. 31-45.
- (1909), 'Un Calendrier économique de l'Indo-Chine',Annales de géographie, Volume 18, numéro 99, pp 272-274.
- (1912), 'Les pluies de l'Indochine',Annales de géographie, Volume 21, numéro 120, pp 4462-464.
- (1914), 'Le nord de Sumatra', Annales de géographie, Volume 23, numéro 130, pp 367-370.
- (1914), 'La structure et le relief du Yu-Nan oriental', annales de géographie, volume 23 numéro 129, pp 236-244.
- (1916), 'Volcanisme et tremblements de terre au Japon d'après les travaux de F. Omori', Annales de Géographie, Volume 25 numéro 138, pp 463-465.
- (1917), 'La structure et le relief du Tonkin septentrional, d'après les travaux de Mr. Deprat', Annales de géographie, Volume 26 numéro 144, pp 439-452.
- (1920), 'Voyages dans l'Himalaya et le Tibet méridional',  Annales de Géographie, volume 29 numéro 158, pp 153-155
- (1920), 'Les déboisements et les inondations du Tonkin',  Annales de Géographie, Volume 29 numéro 160, pp 315-317.
- (1920), 'Le Tibet oriental', Annales de géographie , Volume 29 numéro 158, pp 155-157
- (1920), 'Le commerce extérieur de l'Indochine',  Annales de géographie, volume 29 numéro 157, pp 72-73.
- (1920), 'Le Commerce de la Chine', annales de géographie, Volume 29 numéro 161, pp 397-398.
- (1920), 'L'industrie et les ressources minières de la Chine', Annales de géographie, volume 29 numéro 161, pp 394-397.
- (1927), 'Le climat des Philippines', annales de géographie, volume 30 numéro 168, pp471-472.
- (1921), 'Les typhons de l’extrême Orient', annales de géographie, volume 30 numéro 166, pp 314-316.
- (1922), 'La situation économique de l'Insulinde hollandaise', Annales de géographie, volume 31 numéro 171, pp 285-286.
- (1922), 'La situation économique aux Philippines', Annales de géographie, volume 31 numéro 169, pp 93-95.
- (1923), 'Une exploration dans le massif central de la nouvelle Guinée hollandaise', Annales de géographie, volume 32 numéro 179, pp 479-480.
- (1923), 'Le Centre des Célèbes', Annales de géographie, Volume 32 numéro 176, pp 179-183.
- (1924), 'Travaux récents sur la structure de l'Indo-Chine septentrionale', Annales de géographie, volume 33 numéro 181, pp 79-83
- (1924), 'Le Yu-Nan occidental et les prolongements de l'Himalaya vers l'est', annales de géographie, volume 33 numéro 186, pp 588-590.
- (1924), 'L'ethnographie de l'Indochine et de l'Insulinde', Annales de géographie, volume 33 numéro 184, pp 390-392
- (1925), 'L'expédition du mont Everest', Annales de géographie, Volume 34, numéro 188, pp 176-179.
- (1926), 'Les populations de l'Inde d'après les derniers recensements', Annales de géographie, volume 35 numéro 196, pp 330-351
- (1926), 'Les populations de l'Inde d'après les derniers recensements (Second article)', Annales de géographie, volume 35 numéro 197, pp 427-448.
- (1928), 'le cocotier aux Philippines',  Annales de géographie, Volume 37, numéro 210, p 566.
- (1928), 'Le problème du riz et l'alimentation au Japon',  Annales de géographie, volume 37 numéro 210, pp 565-566.
- (1928), 'La Marine marchande au Japon', annales de géographie, volume 37 numéro 210, pp 564-565.
- (1928), 'Déplacements de l'Habitat en Calabre',  Annales de géographie, volume 37 numéro 210, pp 561-563.
- (1928), 'En Manchourie',  Annales de géographie, volume 37 numéro 207, pp 279-280.
- (1928), 'Migrations dans l'Insulinde', annales de géographie, volume 37 numéro 210, pp 566-567
- (1928), 'Une livre sur la Chine contemporaine', Annales de géographie, volume 37 numéro 207, pp 271-273.
- (1929), 'Le commerce français au Siam et le Laos Siamois', Annales de géographie, volume 38 numéro 215. pp 525-526
- (1929), 'Le charbon aux Indes néerlandaises'[17], Annales de géographie, Volume 38, numéro 215, p 526.
- (1929), 'Explorations archéologiques au Balouchistan', Annales de géographie, Volume 38 numéro 215, p 527
- (1929), 'Le commerce de l'Indochine Française',  annales de géographie, Volume 38 numéro 215, pp 523-524.
- (1929), 'Mouvements de populations en Indochine',  Annales de géographie, Volume 38 numéro 215, pp 524-525.
- (1929), 'Le pétrole au Japon et la Manchourie', annales de géographie, Volume 38 numéro 215, pp 521-522.
- (1929), 'Le charbon au Japon', Annales de géographie, volume 38 numéro 215, p 521.
- (1929), 'La langue italienne à Malte', Annales de géographie, volume 38 numéro 215, p 520
- (1929), 'L'étain', 'Annales de géographie, volume 38 numéro 212, pp 181-182.
- (1929), 'Le delta du Yang-Tseu', Annales de géographie, volume 38 numéro 215, pp 526-527.
- (1929), 'Le commerce extérieur du Japon en 1927', Annales de géographie, volume 38 numéro 215, p 523.
- (1929), 'Les ports du Japon', Annales de géographie, volume 38 numéro 215, pp 522-523.
- (1929), 'La mise en valeur de la campagne Romaine', Annales de géographie, volume 38 numéro 215, p 520.
- (1929), 'Le Thanh-Hoa', Annales de géographie, volume 38 numéro 215, pp 513-516.
- (1930), 'La dénudation dans le bassin de l'Arno', Annales de géographie, volume 39 numéro 222, pp 656-657.
- (1931), 'Le mouvement de la population d'Indochine', Annales de géographie, volume 40 numéro 224, pp 219-220.
- (1931), 'La population du japon', Annales de géographie, volume 40 numéro 224, p 220
- (1932), 'La Marine Marchande et les ports de la Grèce', Annales de géographie, volume 41 numéro 231, pp 309-314.
- (1933), 'Le Tourisme en Italie', Annales de géographie, Volume 42 numéro 235 pp 110-112.
- (1933), 'L'habitat en Ombrie', annales de géographie, volume 42 numéro 235, p 112.
- (1932), 'La Macédoine d'après le livre de Mr Jacques Ancel', Annales de géographie, volume 41 numéro 231, pp 305-309
- (1932), 'Une histoire agraire de la France (compte rendu d'un ouvrage de Marc Bloch intitulé " les caractères originaux de l'histoire rurale française"', Revue de synthèse t.III, Numéro 1, pp 25-37
- (1934), 'Le rôle des articulations littorales en méditerranée.', Annales de géographie, volume 43 numéro 244, pp 372-379.
- (1934), 'L'Art de la description chez Vidal, mélanges de philologie, d'histoire et de littérature, offerts à Joseph Vialey', Les presses françaises, pp 479-487
- (1935), 'Le vignoble du Languedoc et du Roussillon', Annales de géographie, volume 44 numéro 248, pp 200-203.
- (1936), 'Géographie universelle, publiée sous la direction de P.Vidal de la Blach et L.Galois tome 13: Amérique septentrionale, par H.Baulig.', annales de géographie, Volume 35 numéro 253, pp 72-77.
- (1937), 'Géographie et ethnologie', Annales de Géographie, Volume 46, Numéro 263, pp. 449-464.